# 黃文基
黃文基(Mun Ki Hwang，1996年12月8日—）是韓國的職業足球運動員，司職中場，現效力於葡萄牙足球超級聯賽科英布拉大學。

## 球員生涯
2015年9月16日，在科英布拉大學足球會对阵马里蒂莫的 2015-16 葡萄牙聯賽盃比赛中，黃文基完成了自己的职业生涯首秀。

## 外部連結
- Template:Zerozero profile
- 黃文基於ForaDeJogo的個人資料
- Soccerway資料庫：黃文基